# Oración del Huerto (Botticelli)
La Oración del Huerto (en italiano, Orazione nell'orto) es una pintura sobre tabla realizada por el pintor renacentista italiano Sandro Botticelli. 
Mide 53 cm de alto y 35 cm de ancho. Fue pintada entre 1498 y 1500 y se conserva actualmente en el Museo de la Capilla Real de Granada (España). Pertenece al conjunto artístico que aportó la reina Isabel la Católica para la decoración de dicho templo.
La predicación de Savonarola influyó fuertemente a Botticelli y lo llevó a abandonar, en la última parte de su vida, las representaciones alegóricas y profanas para dedicarse solamente a las pinturas sacras, de la cual esta es un ejemplo. En sus últimas obras, Botticelli rechaza las composiciones complejas, volviendo a modelos sencillos de cuadros de devoción. Aunque la composición es sencilla, Botticelli no deja por ello de prestar atención a algunos detalles del paisaje, como la empalizada. Jesucristo está rezando, figura central que se representa más grande que el resto por ser la de mayor importancia. Los tres apóstoles dormidos en primer plano son también de gran sencillez, sin reflejar complejidades anatómicas de épocas anteriores. La pintura refinada, armoniosa, idílica a veces y siempre de incuestionable poética que personalizó al Botticelli caracteriza la tabla en general. Un hábil escalonamiento jerárquico de la composición, apoyado en la disposición del paisaje, permite al artista la deseada ubicación de los protagonistas de la historia. El virtuosismo irrenunciable del dibujo, la calidad y textura de las gamas cromáticas o la armonía absoluta que es ánima del sencillo y luminoso país, se identifican con las maneras artísticas del pintor de Lorenzo de Médici. 
Iconográficamente el momento reflejado es dramático, aquel en el que Cristo fue consolado en su dolor por un ángel. Como último apunte, cabe decir que en las imposibles posturas que intentan en la sección inferior de la obra la inserción espacial de los apóstoles, puede coligarse influencia y relación con las investigaciones y preocupaciones perspectivísticas de Andrea Mantegna (1431-1503), baste recordar sus versiones temáticas de la predela del Retablo de San Zenón de Verona (Museo de Bellas Artes de Tours, (1457-59) o la de la National Gallery londinense (1455).